# Flaga Łobza

Flaga Łobza obowiązująca do 2017 roku

Flaga Łobza – jeden z symboli miasta Łobez oraz gminy Łobez w postaci flagi ustanowiona uchwałą rady miejskiej nr XXXIII/257/2017 z 31 sierpnia 2017.

## Wygląd i symbolika
Flaga została zaprojektowana jako płat tkaniny podzielony na trzy równe, równoległe i poziome pasy, kolejno od góry: czerwony, żółty i zielony.

## Historia
Do roku 2017 flaga Łobza składała się z trzech ułożonych poziomo pasów, kolejno od góry: żółtego, zielonego i czerwonego i do złudzenia przypominała flagę Litwy.